# Paul Saladin Leonhardt
Paul Saladin Leonhardt   (Poznań, 13 de novembre de 1877 - Königsberg, 14 de desembre de 1934) fou un mestre d'escacs alemany. Va néixer a Posen, Província de Posen, llavors a l'Imperi Alemany (actualment Polònia), i va morir d'un atac de cor a Königsberg durant una partida d'escacs.
Jugador de perfil baix, i sense massa victòries en torneigs, Leonhardt ha estat marginat pels llibres d'història. De tota manera, en el seu millor moment, era capaç de derrotar la majoria dels jugadors d'elit de l'època. Tarrasch, Tartakower, Nimzowitsch, Maróczy i Réti varen tots sucumbir al seu estil d'atac ferotge, entre 1903 i 1920. Va guanyar diversos premis de bellesa.

## Torneigs
En torneigs importants, Leonhardt va guanyar a Hilversum 1903 (Campionat no oficial dels Països Baixos), Hamburg 1905, i Copenhaguen 1907 (per davant de Maróczy i Schlechter), i aconseguint així ser Campió Nòrdic; fou tercer, darrere Rubinstein i Maróczy, a Carlsbad 1907; segon, rera Milan Vidmar, a Göteborg 1909 (7è Campionat Nòrdic); segon, rera Rudolf Spielmann, a Estocolm 1909; i segon, rera Carl Ahues, a Duisburg (DSB Congress) 1929.

## Matxs
En matxs, va empatar amb Rudolf Loman (+4−4=2), va guanyar contra James Mortimer (+5−0=3), derrotà Samuel Passmore (6:2), i empatà amb Georg Schories (2:2) a Londres 1904; derrotà Hector William Shoosmith (+5−0=1), i perdé contra Jacques Mieses (+1−5=1) a Londres 1905; va perdre contra Spielmann (+4−6=5) a Múnic 1906; va perdre contra Frank Marshall (+1–2=4), derrotà Nimzowitsch (+4–0=1), i perdé contra Hugo Süchting (1½:2½) a Hamburg 1911, i hi empatà (2:2) a Hamburg 1912; va guanyar contra Moishe Lowtzky (+5−1=1) a Leipzig 1913; empatà amb Hans Fahrni (1:1), i va guanyar contra Jeno Szekely (2½:1½) a Múnic 1914; i empatà amb Curt von Bardeleben (2:2) a Berlin 1921.

## Llegat
Com a expert analista d'obertures, va escriure una monografia sobre l'obertura Ruy Lopez (Zur Spanische Partie – 1913). Se li han atribuït diverses variants d'obertura dins la Ruy López, la defensa siciliana, l'obertura Ponziani, el gambit Evans, i la defensa escandinava.